# Grönfotshätting
Grönfotshätting (Conocybe cyanopus) är en svampart som först beskrevs av George Francis Atkinson, och fick sitt nu gällande namn av Robert Kühner 1935. Conocybe cyanopus ingår i släktet Conocybe och familjen Bolbitiaceae.   Inga underarter finns listade i Catalogue of Life.

I den svenska databasen Dyntaxa används istället namnet Pholiotina cyanopus för samma taxon.  Arten är reproducerande i Sverige.